# Vang Vieng
Vang Vieng (laoski ວັງວຽງ) je mali grad u provinciji Vientiane, u Laosu. Godine 2005. imao je 25.000 stanovnika, a udaljen je tri sata vožnje autom od glavnoga grada. Grad se nalazi na rijeci Nam Song. Grad je prepoznatljiv po njegovu krškom okruženju.

## Povijest
Pretpostavlja se da je Vang Vieng naseljen od 1353. kao mjesto gdje se nalazila skela za prelazak preko rijeke između Luang Prabanga i Vientianea. Izvorno nazvan Mouang Song po pokojnom kralju Phra Nha Phaou čije tijelo su vidjeli kako plovi rijekom, preimenovan je u vrijeme dok je bio francuska kolonija tijekom 1890-ih. Grad se znatno razvio za vrijeme Vijetnamskog rata 1964.-73. kad su SAD uz pomoć zrakoplovne tvrtke Air America uspostavile zračnu luku. U posljednje vrijeme grad posjećuju torbari u prilici za zanimljivim doživljajima u istraživanju okolnog krškog okruženja grada.